# Una spia per caso
Una spia per caso (Company Man) è un film del 2000, diretto da Peter Askin e Douglas McGrath.
Si tratta di un remake del film Il dittatore dello stato libero di Bananas del 1971 diretto da Woody Allen, egli stesso appare in un cameo.

## Trama
A Washington nel 1962 l'agente segreto Alan Quimp, chiamato a deporre davanti alla Commissione del Senato degli Stati Uniti, comincia a riferire quello che gli è capitato a partire dal 1959. Lui, anonimo professore di liceo con il vizio di correggere gli errori di sintassi di chi gli capita a tiro, è bersagliato dalla moglie Daisy, che vuole comprarsi pellicce e gioielli e lo spinge a guadagnare di più. Incalzato anche dal padre di lei, Allen alla fine mette tutti a tacere, inventando di essere un agente in incognito con incarichi delicatissimi. La notizia si diffonde e Alan si trova spedito a Cuba proprio quando si combatte lo scontro decisivo che porterà Castro al potere.
Nell'isola Alan è avvicinato da strani personaggi, un americano che è lì da otto anni e vive tranquillo e da un certo Johnson, spia patriottica decisa a tutto pur di fermare il comunismo. Arriva poi anche Daisy, che trova il marito con una segretaria, fa una scenata, poi si lascia convincere da Johnson a partecipare ad alcune azioni. Catturata dai guerriglieri, Daisy viene liberata, ma nel frattempo anche la rivoluzione è finita. Si torna all'inizio, e i membri della commissione si guardano perplessi. Non sapendo come evitare per il futuro di affidarsi ancora alla dabbenaggine di Alan, individuano una nuova destinazione che sembra al riparo da qualunque sorpresa. Ed ecco Alan arrivare in Vietnam, paese tranquillo dove non succede niente.